# Düwag GT-6
Düwag GT-6, poznat pod nadimcima Genšer ili Švabo, serija je tramvaja koja je u Hrvatsku uvezena iz Njemačke. Proizvođač je tvrtka DUEWAG AG.

## Zagreb
Ovi tramvaji kupljeni su kao privremeno rješenje problema zagrebačkog tramvajskog voznog parka, jer nije bilo dovoljno novca za kupnju novih vozila koja su nedostajala. Svi primjerci su uvezeni iz Mannheima.
Od proljeća 2009. svi primjerci starijeg modela GT-6 povučeni su iz prometa (prodani su osječkom GPP-u), dok 2 vozila modernijeg tipa "Mannheim" (g.1971) trenutačno stoje u remizi Dubrava.

## Osijek
Osijekom prometuje 9 tramvaja GT-6.
- 1995. nabavljeno je iz Mannheima 5 tramvaja Düwag GT-6. Danas su 3 u službi.

- 2009. osječki GPP je od zagrebačkog ZET-a kupio 5 starijih modela GT-6. Danas su 3 u službi.

- 2012. GPP je od zagrebačkog ZET-a kupio 3 tramvaja[2] modernijeg tipa "Mannheim" iz 1971.

Od 2023. svi tramvaji tipova Düwag GT-6 i Düwag GT-6 Mannheim više nisu u službi.  

## Poveznice
- Tramvajski promet u Zagrebu

## Vanjske poveznice
- Daljnje informacije o povijesti i karakteristikama tramvaja u Zagrebu  Arhivirana inačica izvorne stranice od 7. prosinca 2007. (Wayback Machine)
- Informacije o tramvaju GT6